# Кей Кубад
Кей Кубад — (1317—1348) — Ширваншах, сын Фаррухзада II, отец Султана Мухаммада.
В связи с ослаблением государства Ильханов усиливается власть Ширваншахов. В течение XIV и всего XV века государство Ширваншахов становится фактически независимым. Согласно Хаджи Хальфе, ширваншах Кейкубад приобрел известность благодаря своей справедливости. По-видимому, эпитет справедливый был дан Кей Кубаду в связи с ослаблением феодальной эксплуатации населения Ширвана и подъёмом хозяйственной жизни страны.
В Военном музее в Стамбуле хранятся кольчуга и шлем Кей Кубада.